# مهدی یعقوب تهرانی
مهدی یعقوب تهرانی سیاست‌مدار ایرانی بود، که در  دوره بیست و یکم  و  دوره بیست و دوم  بعنوان نماینده مینودشت در مجلس شورای ملی حضور داشت.